# Lista di asteroidi (71001-72000)
Di seguito una lista di asteroidi dal numero 71001 al 72000 con data di scoperta e scopritore.

## 71001-71100
| Nome            | Designazione provvisoria | Data di scoperta | Scopritore           |
| --------------- | ------------------------ | ---------------- | -------------------- |
| 71001 Natspasoc | 1999 XL37                | 7 dicembre 1999  | C. W. Juels          |
| 71002 -         | 1999 XO37                | 7 dicembre 1999  | Črni Vrh             |
| 71003 -         | 1999 XD38                | 3 dicembre 1999  | N. Kawasato          |
| 71004 -         | 1999 XF38                | 3 dicembre 1999  | Y. Shimizu, T. Urata |
| 71005 -         | 1999 XN41                | 7 dicembre 1999  | LINEAR               |
| 71006 -         | 1999 XQ42                | 7 dicembre 1999  | LINEAR               |
| 71007 -         | 1999 XA43                | 7 dicembre 1999  | LINEAR               |
| 71008 -         | 1999 XS43                | 7 dicembre 1999  | LINEAR               |
| 71009 -         | 1999 XY44                | 7 dicembre 1999  | LINEAR               |
| 71010 -         | 1999 XD45                | 7 dicembre 1999  | LINEAR               |
| 71011 -         | 1999 XE45                | 7 dicembre 1999  | LINEAR               |
| 71012 -         | 1999 XH49                | 7 dicembre 1999  | LINEAR               |
| 71013 -         | 1999 XG50                | 7 dicembre 1999  | LINEAR               |
| 71014 -         | 1999 XW52                | 7 dicembre 1999  | LINEAR               |
| 71015 -         | 1999 XM55                | 7 dicembre 1999  | LINEAR               |
| 71016 -         | 1999 XR55                | 7 dicembre 1999  | LINEAR               |
| 71017 -         | 1999 XW55                | 7 dicembre 1999  | LINEAR               |
| 71018 -         | 1999 XC57                | 7 dicembre 1999  | LINEAR               |
| 71019 -         | 1999 XK57                | 7 dicembre 1999  | LINEAR               |
| 71020 -         | 1999 XW58                | 7 dicembre 1999  | LINEAR               |
| 71021 -         | 1999 XY58                | 7 dicembre 1999  | LINEAR               |
| 71022 -         | 1999 XD59                | 7 dicembre 1999  | LINEAR               |
| 71023 -         | 1999 XT60                | 7 dicembre 1999  | LINEAR               |
| 71024 -         | 1999 XU60                | 7 dicembre 1999  | LINEAR               |
| 71025 -         | 1999 XZ60                | 7 dicembre 1999  | LINEAR               |
| 71026 -         | 1999 XD62                | 7 dicembre 1999  | LINEAR               |
| 71027 -         | 1999 XS62                | 7 dicembre 1999  | LINEAR               |
| 71028 -         | 1999 XJ66                | 7 dicembre 1999  | LINEAR               |
| 71029 -         | 1999 XS66                | 7 dicembre 1999  | LINEAR               |
| 71030 -         | 1999 XM67                | 7 dicembre 1999  | LINEAR               |
| 71031 -         | 1999 XE68                | 7 dicembre 1999  | LINEAR               |
| 71032 -         | 1999 XE70                | 7 dicembre 1999  | LINEAR               |
| 71033 -         | 1999 XU70                | 7 dicembre 1999  | LINEAR               |
| 71034 -         | 1999 XK71                | 7 dicembre 1999  | LINEAR               |
| 71035 -         | 1999 XR71                | 7 dicembre 1999  | LINEAR               |
| 71036 -         | 1999 XR72                | 7 dicembre 1999  | LINEAR               |
| 71037 -         | 1999 XF73                | 7 dicembre 1999  | LINEAR               |
| 71038 -         | 1999 XL73                | 7 dicembre 1999  | LINEAR               |
| 71039 -         | 1999 XZ73                | 7 dicembre 1999  | LINEAR               |
| 71040 -         | 1999 XG74                | 7 dicembre 1999  | LINEAR               |
| 71041 -         | 1999 XQ74                | 7 dicembre 1999  | LINEAR               |
| 71042 -         | 1999 XN77                | 7 dicembre 1999  | LINEAR               |
| 71043 -         | 1999 XB78                | 7 dicembre 1999  | LINEAR               |
| 71044 -         | 1999 XT81                | 7 dicembre 1999  | LINEAR               |
| 71045 -         | 1999 XY84                | 7 dicembre 1999  | LINEAR               |
| 71046 -         | 1999 XC85                | 7 dicembre 1999  | LINEAR               |
| 71047 -         | 1999 XC86                | 7 dicembre 1999  | LINEAR               |
| 71048 -         | 1999 XA87                | 7 dicembre 1999  | LINEAR               |
| 71049 -         | 1999 XG88                | 7 dicembre 1999  | LINEAR               |
| 71050 -         | 1999 XY88                | 7 dicembre 1999  | LINEAR               |
| 71051 -         | 1999 XN89                | 7 dicembre 1999  | LINEAR               |
| 71052 -         | 1999 XP91                | 7 dicembre 1999  | LINEAR               |
| 71053 -         | 1999 XB93                | 7 dicembre 1999  | LINEAR               |
| 71054 -         | 1999 XU93                | 7 dicembre 1999  | LINEAR               |
| 71055 -         | 1999 XV93                | 7 dicembre 1999  | LINEAR               |
| 71056 -         | 1999 XY95                | 9 dicembre 1999  | T. Kobayashi         |
| 71057 -         | 1999 XE96                | 7 dicembre 1999  | LINEAR               |
| 71058 -         | 1999 XL96                | 7 dicembre 1999  | LINEAR               |
| 71059 -         | 1999 XP96                | 7 dicembre 1999  | LINEAR               |
| 71060 -         | 1999 XL98                | 7 dicembre 1999  | LINEAR               |
| 71061 -         | 1999 XS98                | 7 dicembre 1999  | LINEAR               |
| 71062 -         | 1999 XO99                | 7 dicembre 1999  | LINEAR               |
| 71063 -         | 1999 XH101               | 7 dicembre 1999  | LINEAR               |
| 71064 -         | 1999 XX103               | 8 dicembre 1999  | LINEAR               |
| 71065 -         | 1999 XY105               | 11 dicembre 1999 | T. Kobayashi         |
| 71066 -         | 1999 XL106               | 4 dicembre 1999  | CSS                  |
| 71067 -         | 1999 XX108               | 4 dicembre 1999  | CSS                  |
| 71068 -         | 1999 XY109               | 4 dicembre 1999  | CSS                  |
| 71069 -         | 1999 XB110               | 4 dicembre 1999  | CSS                  |
| 71070 -         | 1999 XA112               | 7 dicembre 1999  | LINEAR               |
| 71071 -         | 1999 XH112               | 10 dicembre 1999 | LINEAR               |
| 71072 -         | 1999 XL112               | 10 dicembre 1999 | LINEAR               |
| 71073 -         | 1999 XE113               | 11 dicembre 1999 | LINEAR               |
| 71074 -         | 1999 XR115               | 5 dicembre 1999  | CSS                  |
| 71075 -         | 1999 XB117               | 5 dicembre 1999  | CSS                  |
| 71076 -         | 1999 XV117               | 5 dicembre 1999  | CSS                  |
| 71077 -         | 1999 XZ117               | 5 dicembre 1999  | CSS                  |
| 71078 -         | 1999 XF118               | 5 dicembre 1999  | CSS                  |
| 71079 -         | 1999 XO118               | 5 dicembre 1999  | CSS                  |
| 71080 -         | 1999 XD119               | 5 dicembre 1999  | CSS                  |
| 71081 -         | 1999 XL119               | 5 dicembre 1999  | CSS                  |
| 71082 -         | 1999 XV120               | 5 dicembre 1999  | CSS                  |
| 71083 -         | 1999 XO121               | 5 dicembre 1999  | CSS                  |
| 71084 -         | 1999 XQ121               | 5 dicembre 1999  | CSS                  |
| 71085 -         | 1999 XX122               | 7 dicembre 1999  | CSS                  |
| 71086 -         | 1999 XT125               | 7 dicembre 1999  | CSS                  |
| 71087 -         | 1999 XV127               | 13 dicembre 1999 | P. Kušnirák          |
| 71088 -         | 1999 XK129               | 12 dicembre 1999 | LINEAR               |
| 71089 -         | 1999 XH132               | 12 dicembre 1999 | LINEAR               |
| 71090 -         | 1999 XW132               | 12 dicembre 1999 | LINEAR               |
| 71091 -         | 1999 XN133               | 12 dicembre 1999 | LINEAR               |
| 71092 -         | 1999 XO133               | 12 dicembre 1999 | LINEAR               |
| 71093 -         | 1999 XW133               | 12 dicembre 1999 | LINEAR               |
| 71094 -         | 1999 XZ133               | 12 dicembre 1999 | LINEAR               |
| 71095 -         | 1999 XM134               | 12 dicembre 1999 | LINEAR               |
| 71096 -         | 1999 XR136               | 13 dicembre 1999 | C. W. Juels          |
| 71097 -         | 1999 XQ137               | 3 dicembre 1999  | LONEOS               |
| 71098 -         | 1999 XV137               | 11 dicembre 1999 | T. Pauwels           |
| 71099 -         | 1999 XQ138               | 5 dicembre 1999  | Spacewatch           |
| 71100 -         | 1999 XV139               | 2 dicembre 1999  | Spacewatch           |

## 71101-71200
| Nome    | Designazione provvisoria | Data di scoperta | Scopritore  |
| ------- | ------------------------ | ---------------- | ----------- |
| 71101 - | 1999 XY140               | 2 dicembre 1999  | Spacewatch  |
| 71102 - | 1999 XH144               | 15 dicembre 1999 | C. W. Juels |
| 71103 - | 1999 XN144               | 11 dicembre 1999 | T. Urata    |
| 71104 - | 1999 XA145               | 7 dicembre 1999  | Spacewatch  |
| 71105 - | 1999 XP151               | 7 dicembre 1999  | Spacewatch  |
| 71106 - | 1999 XS151               | 7 dicembre 1999  | Spacewatch  |
| 71107 - | 1999 XT151               | 7 dicembre 1999  | Spacewatch  |
| 71108 - | 1999 XL153               | 7 dicembre 1999  | LINEAR      |
| 71109 - | 1999 XN153               | 7 dicembre 1999  | LINEAR      |
| 71110 - | 1999 XZ154               | 8 dicembre 1999  | LINEAR      |
| 71111 - | 1999 XO155               | 8 dicembre 1999  | LINEAR      |
| 71112 - | 1999 XP155               | 8 dicembre 1999  | LINEAR      |
| 71113 - | 1999 XV155               | 8 dicembre 1999  | LINEAR      |
| 71114 - | 1999 XY155               | 8 dicembre 1999  | LINEAR      |
| 71115 - | 1999 XW156               | 8 dicembre 1999  | LINEAR      |
| 71116 - | 1999 XO157               | 8 dicembre 1999  | LINEAR      |
| 71117 - | 1999 XW157               | 8 dicembre 1999  | LINEAR      |
| 71118 - | 1999 XH159               | 8 dicembre 1999  | LINEAR      |
| 71119 - | 1999 XJ161               | 12 dicembre 1999 | LINEAR      |
| 71120 - | 1999 XJ162               | 13 dicembre 1999 | LINEAR      |
| 71121 - | 1999 XY163               | 8 dicembre 1999  | LINEAR      |
| 71122 - | 1999 XC165               | 8 dicembre 1999  | LINEAR      |
| 71123 - | 1999 XM168               | 10 dicembre 1999 | LINEAR      |
| 71124 - | 1999 XR173               | 10 dicembre 1999 | LINEAR      |
| 71125 - | 1999 XY173               | 10 dicembre 1999 | LINEAR      |
| 71126 - | 1999 XU174               | 10 dicembre 1999 | LINEAR      |
| 71127 - | 1999 XX175               | 10 dicembre 1999 | LINEAR      |
| 71128 - | 1999 XO176               | 10 dicembre 1999 | LINEAR      |
| 71129 - | 1999 XQ176               | 10 dicembre 1999 | LINEAR      |
| 71130 - | 1999 XX176               | 10 dicembre 1999 | LINEAR      |
| 71131 - | 1999 XY176               | 10 dicembre 1999 | LINEAR      |
| 71132 - | 1999 XB177               | 10 dicembre 1999 | LINEAR      |
| 71133 - | 1999 XQ177               | 10 dicembre 1999 | LINEAR      |
| 71134 - | 1999 XR177               | 10 dicembre 1999 | LINEAR      |
| 71135 - | 1999 XM178               | 10 dicembre 1999 | LINEAR      |
| 71136 - | 1999 XV178               | 10 dicembre 1999 | LINEAR      |
| 71137 - | 1999 XQ179               | 10 dicembre 1999 | LINEAR      |
| 71138 - | 1999 XY179               | 10 dicembre 1999 | LINEAR      |
| 71139 - | 1999 XB180               | 10 dicembre 1999 | LINEAR      |
| 71140 - | 1999 XK180               | 10 dicembre 1999 | LINEAR      |
| 71141 - | 1999 XX180               | 12 dicembre 1999 | LINEAR      |
| 71142 - | 1999 XP181               | 12 dicembre 1999 | LINEAR      |
| 71143 - | 1999 XR181               | 12 dicembre 1999 | LINEAR      |
| 71144 - | 1999 XW182               | 12 dicembre 1999 | LINEAR      |
| 71145 - | 1999 XA183               | 12 dicembre 1999 | LINEAR      |
| 71146 - | 1999 XQ183               | 12 dicembre 1999 | LINEAR      |
| 71147 - | 1999 XZ183               | 12 dicembre 1999 | LINEAR      |
| 71148 - | 1999 XV184               | 12 dicembre 1999 | LINEAR      |
| 71149 - | 1999 XE186               | 12 dicembre 1999 | LINEAR      |
| 71150 - | 1999 XW186               | 12 dicembre 1999 | LINEAR      |
| 71151 - | 1999 XZ188               | 12 dicembre 1999 | LINEAR      |
| 71152 - | 1999 XM189               | 12 dicembre 1999 | LINEAR      |
| 71153 - | 1999 XR190               | 12 dicembre 1999 | LINEAR      |
| 71154 - | 1999 XJ192               | 12 dicembre 1999 | LINEAR      |
| 71155 - | 1999 XP193               | 12 dicembre 1999 | LINEAR      |
| 71156 - | 1999 XA194               | 12 dicembre 1999 | LINEAR      |
| 71157 - | 1999 XD194               | 12 dicembre 1999 | LINEAR      |
| 71158 - | 1999 XQ194               | 12 dicembre 1999 | LINEAR      |
| 71159 - | 1999 XK195               | 12 dicembre 1999 | LINEAR      |
| 71160 - | 1999 XS195               | 12 dicembre 1999 | LINEAR      |
| 71161 - | 1999 XX195               | 12 dicembre 1999 | LINEAR      |
| 71162 - | 1999 XX197               | 12 dicembre 1999 | LINEAR      |
| 71163 - | 1999 XU199               | 12 dicembre 1999 | LINEAR      |
| 71164 - | 1999 XF202               | 12 dicembre 1999 | LINEAR      |
| 71165 - | 1999 XJ202               | 12 dicembre 1999 | LINEAR      |
| 71166 - | 1999 XL203               | 12 dicembre 1999 | LINEAR      |
| 71167 - | 1999 XZ203               | 12 dicembre 1999 | LINEAR      |
| 71168 - | 1999 XQ204               | 12 dicembre 1999 | LINEAR      |
| 71169 - | 1999 XV204               | 12 dicembre 1999 | LINEAR      |
| 71170 - | 1999 XE206               | 12 dicembre 1999 | LINEAR      |
| 71171 - | 1999 XG206               | 12 dicembre 1999 | LINEAR      |
| 71172 - | 1999 XK206               | 12 dicembre 1999 | LINEAR      |
| 71173 - | 1999 XA209               | 13 dicembre 1999 | LINEAR      |
| 71174 - | 1999 XO210               | 13 dicembre 1999 | LINEAR      |
| 71175 - | 1999 XS212               | 14 dicembre 1999 | LINEAR      |
| 71176 - | 1999 XT212               | 14 dicembre 1999 | LINEAR      |
| 71177 - | 1999 XA213               | 14 dicembre 1999 | LINEAR      |
| 71178 - | 1999 XB213               | 14 dicembre 1999 | LINEAR      |
| 71179 - | 1999 XM213               | 14 dicembre 1999 | LINEAR      |
| 71180 - | 1999 XG214               | 14 dicembre 1999 | LINEAR      |
| 71181 - | 1999 XA215               | 14 dicembre 1999 | LINEAR      |
| 71182 - | 1999 XB215               | 14 dicembre 1999 | LINEAR      |
| 71183 - | 1999 XO215               | 14 dicembre 1999 | LINEAR      |
| 71184 - | 1999 XJ217               | 13 dicembre 1999 | Spacewatch  |
| 71185 - | 1999 XS220               | 14 dicembre 1999 | LINEAR      |
| 71186 - | 1999 XX222               | 15 dicembre 1999 | LINEAR      |
| 71187 - | 1999 XG224               | 13 dicembre 1999 | Spacewatch  |
| 71188 - | 1999 XH224               | 13 dicembre 1999 | Spacewatch  |
| 71189 - | 1999 XL229               | 7 dicembre 1999  | CSS         |
| 71190 - | 1999 XO229               | 7 dicembre 1999  | CSS         |
| 71191 - | 1999 XX229               | 7 dicembre 1999  | CSS         |
| 71192 - | 1999 XC230               | 7 dicembre 1999  | CSS         |
| 71193 - | 1999 XG231               | 7 dicembre 1999  | CSS         |
| 71194 - | 1999 XH231               | 7 dicembre 1999  | CSS         |
| 71195 - | 1999 XO231               | 8 dicembre 1999  | CSS         |
| 71196 - | 1999 XP233               | 4 dicembre 1999  | LONEOS      |
| 71197 - | 1999 XE234               | 4 dicembre 1999  | LONEOS      |
| 71198 - | 1999 XX234               | 3 dicembre 1999  | LONEOS      |
| 71199 - | 1999 XM236               | 5 dicembre 1999  | LONEOS      |
| 71200 - | 1999 XT236               | 5 dicembre 1999  | CSS         |

## 71201-71300
| Nome         | Designazione provvisoria | Data di scoperta | Scopritore                       |
| ------------ | ------------------------ | ---------------- | -------------------------------- |
| 71201 -      | 1999 XL239               | 7 dicembre 1999  | CSS                              |
| 71202 -      | 1999 XJ241               | 12 dicembre 1999 | CSS                              |
| 71203 -      | 1999 XK242               | 12 dicembre 1999 | LINEAR                           |
| 71204 -      | 1999 XQ242               | 13 dicembre 1999 | LINEAR                           |
| 71205 -      | 1999 XD244               | 6 dicembre 1999  | LINEAR                           |
| 71206 -      | 1999 XK244               | 3 dicembre 1999  | LINEAR                           |
| 71207 -      | 1999 XB245               | 5 dicembre 1999  | LINEAR                           |
| 71208 -      | 1999 XO248               | 6 dicembre 1999  | LINEAR                           |
| 71209 -      | 1999 XX248               | 6 dicembre 1999  | LINEAR                           |
| 71210 -      | 1999 XE256               | 6 dicembre 1999  | LINEAR                           |
| 71211 -      | 1999 XO257               | 7 dicembre 1999  | LINEAR                           |
| 71212 -      | 1999 XX257               | 7 dicembre 1999  | CSS                              |
| 71213 -      | 1999 XA259               | 7 dicembre 1999  | LINEAR                           |
| 71214 -      | 1999 XG261               | 3 dicembre 1999  | LONEOS                           |
| 71215 -      | 1999 XY261               | 3 dicembre 1999  | LINEAR                           |
| 71216 -      | 1999 YP1                 | 16 dicembre 1999 | LINEAR                           |
| 71217 -      | 1999 YQ1                 | 16 dicembre 1999 | LINEAR                           |
| 71218 -      | 1999 YF5                 | 27 dicembre 1999 | T. Kobayashi                     |
| 71219 -      | 1999 YK6                 | 30 dicembre 1999 | LINEAR                           |
| 71220 -      | 1999 YY8                 | 31 dicembre 1999 | P. G. Comba                      |
| 71221 -      | 1999 YL9                 | 31 dicembre 1999 | M. Tombelli, L. Tesi             |
| 71222 -      | 1999 YQ9                 | 31 dicembre 1999 | T. Kobayashi                     |
| 71223 -      | 1999 YF10                | 27 dicembre 1999 | Spacewatch                       |
| 71224 -      | 1999 YW12                | 31 dicembre 1999 | Spacewatch                       |
| 71225 -      | 1999 YU13                | 31 dicembre 1999 | K. Korlević                      |
| 71226 -      | 1999 YG14                | 31 dicembre 1999 | Spacewatch                       |
| 71227 -      | 1999 YO15                | 31 dicembre 1999 | Spacewatch                       |
| 71228 -      | 1999 YP15                | 31 dicembre 1999 | Spacewatch                       |
| 71229 -      | 1999 YD17                | 31 dicembre 1999 | Spacewatch                       |
| 71230 -      | 1999 YR17                | 17 dicembre 1999 | BAO Schmidt CCD Asteroid Program |
| 71231 -      | 1999 YY22                | 31 dicembre 1999 | Spacewatch                       |
| 71232 -      | 1999 YH26                | 30 dicembre 1999 | LINEAR                           |
| 71233 -      | 2000 AC                  | 1 gennaio 2000   | K. Korlević                      |
| 71234 -      | 2000 AE2                 | 3 gennaio 2000   | T. Kobayashi                     |
| 71235 -      | 2000 AD3                 | 4 gennaio 2000   | P. G. Comba                      |
| 71236 -      | 2000 AC5                 | 3 gennaio 2000   | T. Kojima                        |
| 71237 -      | 2000 AJ7                 | 2 gennaio 2000   | LINEAR                           |
| 71238 -      | 2000 AL7                 | 2 gennaio 2000   | LINEAR                           |
| 71239 -      | 2000 AM7                 | 2 gennaio 2000   | LINEAR                           |
| 71240 -      | 2000 AU7                 | 2 gennaio 2000   | LINEAR                           |
| 71241 -      | 2000 AG8                 | 2 gennaio 2000   | LINEAR                           |
| 71242 -      | 2000 AQ8                 | 2 gennaio 2000   | LINEAR                           |
| 71243 -      | 2000 AK9                 | 2 gennaio 2000   | LINEAR                           |
| 71244 -      | 2000 AM9                 | 2 gennaio 2000   | LINEAR                           |
| 71245 -      | 2000 AE10                | 3 gennaio 2000   | LINEAR                           |
| 71246 -      | 2000 AB11                | 3 gennaio 2000   | LINEAR                           |
| 71247 -      | 2000 AJ11                | 3 gennaio 2000   | LINEAR                           |
| 71248 -      | 2000 AJ13                | 3 gennaio 2000   | LINEAR                           |
| 71249 -      | 2000 AK14                | 3 gennaio 2000   | LINEAR                           |
| 71250 -      | 2000 AS14                | 3 gennaio 2000   | LINEAR                           |
| 71251 -      | 2000 AH15                | 3 gennaio 2000   | LINEAR                           |
| 71252 -      | 2000 AR15                | 3 gennaio 2000   | LINEAR                           |
| 71253 -      | 2000 AT15                | 3 gennaio 2000   | LINEAR                           |
| 71254 -      | 2000 AV15                | 3 gennaio 2000   | LINEAR                           |
| 71255 -      | 2000 AU16                | 3 gennaio 2000   | LINEAR                           |
| 71256 -      | 2000 AV16                | 3 gennaio 2000   | LINEAR                           |
| 71257 -      | 2000 AV17                | 3 gennaio 2000   | LINEAR                           |
| 71258 -      | 2000 AO20                | 3 gennaio 2000   | LINEAR                           |
| 71259 -      | 2000 AX22                | 3 gennaio 2000   | LINEAR                           |
| 71260 -      | 2000 AB23                | 3 gennaio 2000   | LINEAR                           |
| 71261 -      | 2000 AC23                | 3 gennaio 2000   | LINEAR                           |
| 71262 -      | 2000 AR23                | 3 gennaio 2000   | LINEAR                           |
| 71263 -      | 2000 AN25                | 3 gennaio 2000   | LINEAR                           |
| 71264 -      | 2000 AT27                | 3 gennaio 2000   | LINEAR                           |
| 71265 -      | 2000 AW27                | 3 gennaio 2000   | LINEAR                           |
| 71266 -      | 2000 AC28                | 3 gennaio 2000   | LINEAR                           |
| 71267 -      | 2000 AL29                | 3 gennaio 2000   | LINEAR                           |
| 71268 -      | 2000 AF30                | 3 gennaio 2000   | LINEAR                           |
| 71269 -      | 2000 AK31                | 3 gennaio 2000   | LINEAR                           |
| 71270 -      | 2000 AZ31                | 3 gennaio 2000   | LINEAR                           |
| 71271 -      | 2000 AB32                | 3 gennaio 2000   | LINEAR                           |
| 71272 -      | 2000 AY33                | 3 gennaio 2000   | LINEAR                           |
| 71273 -      | 2000 AG35                | 3 gennaio 2000   | LINEAR                           |
| 71274 -      | 2000 AC37                | 3 gennaio 2000   | LINEAR                           |
| 71275 -      | 2000 AM39                | 3 gennaio 2000   | LINEAR                           |
| 71276 -      | 2000 AX39                | 3 gennaio 2000   | LINEAR                           |
| 71277 -      | 2000 AH44                | 5 gennaio 2000   | Spacewatch                       |
| 71278 -      | 2000 AR45                | 3 gennaio 2000   | LINEAR                           |
| 71279 -      | 2000 AX45                | 3 gennaio 2000   | LINEAR                           |
| 71280 -      | 2000 AZ46                | 4 gennaio 2000   | LINEAR                           |
| 71281 -      | 2000 AD47                | 4 gennaio 2000   | LINEAR                           |
| 71282 Holuby | 2000 AC48                | 6 gennaio 2000   | A. Galád, P. Kolény              |
| 71283 -      | 2000 AB50                | 4 gennaio 2000   | K. Korlević                      |
| 71284 -      | 2000 AE50                | 5 gennaio 2000   | K. Korlević                      |
| 71285 -      | 2000 AB51                | 3 gennaio 2000   | LINEAR                           |
| 71286 -      | 2000 AX51                | 4 gennaio 2000   | LINEAR                           |
| 71287 -      | 2000 AM52                | 4 gennaio 2000   | LINEAR                           |
| 71288 -      | 2000 AD53                | 4 gennaio 2000   | LINEAR                           |
| 71289 -      | 2000 AZ53                | 4 gennaio 2000   | LINEAR                           |
| 71290 -      | 2000 AP54                | 4 gennaio 2000   | LINEAR                           |
| 71291 -      | 2000 AS56                | 4 gennaio 2000   | LINEAR                           |
| 71292 -      | 2000 AO57                | 4 gennaio 2000   | LINEAR                           |
| 71293 -      | 2000 AX58                | 4 gennaio 2000   | LINEAR                           |
| 71294 -      | 2000 AB59                | 4 gennaio 2000   | LINEAR                           |
| 71295 -      | 2000 AG59                | 4 gennaio 2000   | LINEAR                           |
| 71296 -      | 2000 AH60                | 4 gennaio 2000   | LINEAR                           |
| 71297 -      | 2000 AF62                | 4 gennaio 2000   | LINEAR                           |
| 71298 -      | 2000 AH62                | 4 gennaio 2000   | LINEAR                           |
| 71299 -      | 2000 AY62                | 4 gennaio 2000   | LINEAR                           |
| 71300 -      | 2000 AB65                | 4 gennaio 2000   | LINEAR                           |

## 71301-71400
| Nome    | Designazione provvisoria | Data di scoperta | Scopritore                  |
| ------- | ------------------------ | ---------------- | --------------------------- |
| 71301 - | 2000 AY65                | 4 gennaio 2000   | LINEAR                      |
| 71302 - | 2000 AU66                | 4 gennaio 2000   | LINEAR                      |
| 71303 - | 2000 AZ67                | 4 gennaio 2000   | LINEAR                      |
| 71304 - | 2000 AE68                | 4 gennaio 2000   | LINEAR                      |
| 71305 - | 2000 AG68                | 5 gennaio 2000   | LINEAR                      |
| 71306 - | 2000 AS69                | 5 gennaio 2000   | LINEAR                      |
| 71307 - | 2000 AO70                | 5 gennaio 2000   | LINEAR                      |
| 71308 - | 2000 AU70                | 5 gennaio 2000   | LINEAR                      |
| 71309 - | 2000 AS71                | 5 gennaio 2000   | LINEAR                      |
| 71310 - | 2000 AJ74                | 5 gennaio 2000   | LINEAR                      |
| 71311 - | 2000 AO75                | 5 gennaio 2000   | LINEAR                      |
| 71312 - | 2000 AT75                | 5 gennaio 2000   | LINEAR                      |
| 71313 - | 2000 AS76                | 5 gennaio 2000   | LINEAR                      |
| 71314 - | 2000 AW76                | 5 gennaio 2000   | LINEAR                      |
| 71315 - | 2000 AM77                | 5 gennaio 2000   | LINEAR                      |
| 71316 - | 2000 AA78                | 5 gennaio 2000   | LINEAR                      |
| 71317 - | 2000 AY78                | 5 gennaio 2000   | LINEAR                      |
| 71318 - | 2000 AO81                | 5 gennaio 2000   | LINEAR                      |
| 71319 - | 2000 AQ82                | 5 gennaio 2000   | LINEAR                      |
| 71320 - | 2000 AV82                | 5 gennaio 2000   | LINEAR                      |
| 71321 - | 2000 AB83                | 5 gennaio 2000   | LINEAR                      |
| 71322 - | 2000 AP83                | 5 gennaio 2000   | LINEAR                      |
| 71323 - | 2000 AF84                | 5 gennaio 2000   | LINEAR                      |
| 71324 - | 2000 AJ84                | 5 gennaio 2000   | LINEAR                      |
| 71325 - | 2000 AN84                | 5 gennaio 2000   | LINEAR                      |
| 71326 - | 2000 AU84                | 5 gennaio 2000   | LINEAR                      |
| 71327 - | 2000 AA85                | 5 gennaio 2000   | LINEAR                      |
| 71328 - | 2000 AH85                | 5 gennaio 2000   | LINEAR                      |
| 71329 - | 2000 AH86                | 5 gennaio 2000   | LINEAR                      |
| 71330 - | 2000 AZ86                | 5 gennaio 2000   | LINEAR                      |
| 71331 - | 2000 AY89                | 5 gennaio 2000   | LINEAR                      |
| 71332 - | 2000 AQ90                | 5 gennaio 2000   | LINEAR                      |
| 71333 - | 2000 AW91                | 5 gennaio 2000   | LINEAR                      |
| 71334 - | 2000 AP94                | 4 gennaio 2000   | LINEAR                      |
| 71335 - | 2000 AK96                | 4 gennaio 2000   | LINEAR                      |
| 71336 - | 2000 AE99                | 5 gennaio 2000   | LINEAR                      |
| 71337 - | 2000 AG99                | 5 gennaio 2000   | LINEAR                      |
| 71338 - | 2000 AK99                | 5 gennaio 2000   | LINEAR                      |
| 71339 - | 2000 AR99                | 5 gennaio 2000   | LINEAR                      |
| 71340 - | 2000 AW99                | 5 gennaio 2000   | LINEAR                      |
| 71341 - | 2000 AD101               | 5 gennaio 2000   | LINEAR                      |
| 71342 - | 2000 AJ102               | 5 gennaio 2000   | LINEAR                      |
| 71343 - | 2000 AV102               | 5 gennaio 2000   | LINEAR                      |
| 71344 - | 2000 AF103               | 5 gennaio 2000   | LINEAR                      |
| 71345 - | 2000 AH104               | 5 gennaio 2000   | LINEAR                      |
| 71346 - | 2000 AV104               | 5 gennaio 2000   | LINEAR                      |
| 71347 - | 2000 AH105               | 5 gennaio 2000   | LINEAR                      |
| 71348 - | 2000 AL107               | 5 gennaio 2000   | LINEAR                      |
| 71349 - | 2000 AP107               | 5 gennaio 2000   | LINEAR                      |
| 71350 - | 2000 AF108               | 5 gennaio 2000   | LINEAR                      |
| 71351 - | 2000 AJ108               | 5 gennaio 2000   | LINEAR                      |
| 71352 - | 2000 AH109               | 5 gennaio 2000   | LINEAR                      |
| 71353 - | 2000 AT110               | 5 gennaio 2000   | LINEAR                      |
| 71354 - | 2000 AO111               | 5 gennaio 2000   | LINEAR                      |
| 71355 - | 2000 AE112               | 5 gennaio 2000   | LINEAR                      |
| 71356 - | 2000 AR114               | 5 gennaio 2000   | LINEAR                      |
| 71357 - | 2000 AJ122               | 5 gennaio 2000   | LINEAR                      |
| 71358 - | 2000 AZ123               | 5 gennaio 2000   | LINEAR                      |
| 71359 - | 2000 AF124               | 5 gennaio 2000   | LINEAR                      |
| 71360 - | 2000 AT126               | 5 gennaio 2000   | LINEAR                      |
| 71361 - | 2000 AP129               | 5 gennaio 2000   | LINEAR                      |
| 71362 - | 2000 AB133               | 3 gennaio 2000   | LINEAR                      |
| 71363 - | 2000 AK134               | 4 gennaio 2000   | LINEAR                      |
| 71364 - | 2000 AW134               | 4 gennaio 2000   | LINEAR                      |
| 71365 - | 2000 AY134               | 4 gennaio 2000   | LINEAR                      |
| 71366 - | 2000 AU135               | 4 gennaio 2000   | LINEAR                      |
| 71367 - | 2000 AO137               | 4 gennaio 2000   | LINEAR                      |
| 71368 - | 2000 AX137               | 4 gennaio 2000   | LINEAR                      |
| 71369 - | 2000 AJ139               | 5 gennaio 2000   | LINEAR                      |
| 71370 - | 2000 AK139               | 5 gennaio 2000   | LINEAR                      |
| 71371 - | 2000 AR139               | 5 gennaio 2000   | LINEAR                      |
| 71372 - | 2000 AS139               | 5 gennaio 2000   | LINEAR                      |
| 71373 - | 2000 AQ140               | 5 gennaio 2000   | LINEAR                      |
| 71374 - | 2000 AJ141               | 5 gennaio 2000   | LINEAR                      |
| 71375 - | 2000 AT141               | 5 gennaio 2000   | LINEAR                      |
| 71376 - | 2000 AP143               | 5 gennaio 2000   | LINEAR                      |
| 71377 - | 2000 AG145               | 6 gennaio 2000   | LINEAR                      |
| 71378 - | 2000 AP145               | 6 gennaio 2000   | LINEAR                      |
| 71379 - | 2000 AA146               | 7 gennaio 2000   | LINEAR                      |
| 71380 - | 2000 AC148               | 5 gennaio 2000   | LINEAR                      |
| 71381 - | 2000 AD149               | 7 gennaio 2000   | LINEAR                      |
| 71382 - | 2000 AT149               | 7 gennaio 2000   | LINEAR                      |
| 71383 - | 2000 AH151               | 5 gennaio 2000   | Uppsala-DLR Asteroid Survey |
| 71384 - | 2000 AQ151               | 8 gennaio 2000   | LINEAR                      |
| 71385 - | 2000 AR151               | 8 gennaio 2000   | LINEAR                      |
| 71386 - | 2000 AE153               | 6 gennaio 2000   | K. Korlević                 |
| 71387 - | 2000 AD154               | 2 gennaio 2000   | LINEAR                      |
| 71388 - | 2000 AT154               | 3 gennaio 2000   | LINEAR                      |
| 71389 - | 2000 AQ156               | 3 gennaio 2000   | LINEAR                      |
| 71390 - | 2000 AB161               | 3 gennaio 2000   | LINEAR                      |
| 71391 - | 2000 AK161               | 3 gennaio 2000   | LINEAR                      |
| 71392 - | 2000 AV162               | 5 gennaio 2000   | LINEAR                      |
| 71393 - | 2000 AA163               | 5 gennaio 2000   | LINEAR                      |
| 71394 - | 2000 AX163               | 5 gennaio 2000   | LINEAR                      |
| 71395 - | 2000 AA164               | 5 gennaio 2000   | LINEAR                      |
| 71396 - | 2000 AV166               | 8 gennaio 2000   | LINEAR                      |
| 71397 - | 2000 AJ167               | 8 gennaio 2000   | LINEAR                      |
| 71398 - | 2000 AV168               | 7 gennaio 2000   | LINEAR                      |
| 71399 - | 2000 AZ168               | 7 gennaio 2000   | LINEAR                      |
| 71400 - | 2000 AF169               | 7 gennaio 2000   | LINEAR                      |

## 71401-71500
| Nome                | Designazione provvisoria | Data di scoperta | Scopritore           |
| ------------------- | ------------------------ | ---------------- | -------------------- |
| 71401 -             | 2000 AL170               | 7 gennaio 2000   | LINEAR               |
| 71402 -             | 2000 AM170               | 7 gennaio 2000   | LINEAR               |
| 71403 -             | 2000 AO170               | 7 gennaio 2000   | LINEAR               |
| 71404 -             | 2000 AP172               | 7 gennaio 2000   | LINEAR               |
| 71405 -             | 2000 AG173               | 7 gennaio 2000   | LINEAR               |
| 71406 -             | 2000 AK173               | 7 gennaio 2000   | LINEAR               |
| 71407 -             | 2000 AP175               | 7 gennaio 2000   | LINEAR               |
| 71408 -             | 2000 AT175               | 7 gennaio 2000   | LINEAR               |
| 71409 -             | 2000 AT178               | 7 gennaio 2000   | LINEAR               |
| 71410 -             | 2000 AG179               | 7 gennaio 2000   | LINEAR               |
| 71411 -             | 2000 AM180               | 7 gennaio 2000   | LINEAR               |
| 71412 -             | 2000 AF181               | 7 gennaio 2000   | LINEAR               |
| 71413 -             | 2000 AQ185               | 8 gennaio 2000   | LINEAR               |
| 71414 -             | 2000 AW185               | 8 gennaio 2000   | LINEAR               |
| 71415 -             | 2000 AD187               | 8 gennaio 2000   | LINEAR               |
| 71416 -             | 2000 AY187               | 8 gennaio 2000   | LINEAR               |
| 71417 -             | 2000 AE188               | 8 gennaio 2000   | LINEAR               |
| 71418 -             | 2000 AU190               | 8 gennaio 2000   | LINEAR               |
| 71419 -             | 2000 AH191               | 8 gennaio 2000   | LINEAR               |
| 71420 -             | 2000 AP191               | 8 gennaio 2000   | LINEAR               |
| 71421 -             | 2000 AJ192               | 8 gennaio 2000   | LINEAR               |
| 71422 -             | 2000 AE195               | 8 gennaio 2000   | LINEAR               |
| 71423 -             | 2000 AT195               | 8 gennaio 2000   | LINEAR               |
| 71424 -             | 2000 AB197               | 8 gennaio 2000   | LINEAR               |
| 71425 -             | 2000 AC197               | 8 gennaio 2000   | LINEAR               |
| 71426 -             | 2000 AJ198               | 8 gennaio 2000   | LINEAR               |
| 71427 -             | 2000 AE199               | 9 gennaio 2000   | LINEAR               |
| 71428 -             | 2000 AZ199               | 9 gennaio 2000   | LINEAR               |
| 71429 -             | 2000 AZ200               | 9 gennaio 2000   | LINEAR               |
| 71430 -             | 2000 AN201               | 9 gennaio 2000   | LINEAR               |
| 71431 -             | 2000 AC202               | 10 gennaio 2000  | LINEAR               |
| 71432 -             | 2000 AO202               | 10 gennaio 2000  | LINEAR               |
| 71433 -             | 2000 AE203               | 10 gennaio 2000  | LINEAR               |
| 71434 -             | 2000 AJ205               | 15 gennaio 2000  | K. Korlević          |
| 71435 -             | 2000 AN206               | 3 gennaio 2000   | Spacewatch           |
| 71436 -             | 2000 AF208               | 4 gennaio 2000   | Spacewatch           |
| 71437 -             | 2000 AE209               | 4 gennaio 2000   | Spacewatch           |
| 71438 -             | 2000 AP213               | 6 gennaio 2000   | Spacewatch           |
| 71439 -             | 2000 AF214               | 6 gennaio 2000   | Spacewatch           |
| 71440 -             | 2000 AL225               | 12 gennaio 2000  | Spacewatch           |
| 71441 -             | 2000 AR226               | 13 gennaio 2000  | Spacewatch           |
| 71442 -             | 2000 AA230               | 3 gennaio 2000   | LINEAR               |
| 71443 -             | 2000 AG230               | 3 gennaio 2000   | LINEAR               |
| 71444 -             | 2000 AH230               | 3 gennaio 2000   | LINEAR               |
| 71445 Marc          | 2000 AE231               | 4 gennaio 2000   | L. H. Wasserman      |
| 71446 -             | 2000 AP237               | 5 gennaio 2000   | LONEOS               |
| 71447 -             | 2000 AY239               | 6 gennaio 2000   | Spacewatch           |
| 71448 -             | 2000 AM241               | 7 gennaio 2000   | LINEAR               |
| 71449 -             | 2000 AJ242               | 7 gennaio 2000   | LONEOS               |
| 71450 -             | 2000 AV242               | 7 gennaio 2000   | LONEOS               |
| 71451 -             | 2000 AD243               | 7 gennaio 2000   | LONEOS               |
| 71452 -             | 2000 AQ243               | 7 gennaio 2000   | LINEAR               |
| 71453 -             | 2000 AW244               | 8 gennaio 2000   | LINEAR               |
| 71454 -             | 2000 AC245               | 9 gennaio 2000   | LINEAR               |
| 71455 -             | 2000 AD245               | 9 gennaio 2000   | LINEAR               |
| 71456 -             | 2000 AQ247               | 2 gennaio 2000   | LINEAR               |
| 71457 -             | 2000 AV247               | 2 gennaio 2000   | LINEAR               |
| 71458 -             | 2000 BU                  | 26 gennaio 2000  | Farra d'Isonzo       |
| 71459 -             | 2000 BJ2                 | 25 gennaio 2000  | LINEAR               |
| 71460 -             | 2000 BA3                 | 26 gennaio 2000  | K. Korlević          |
| 71461 Chowmeeyee    | 2000 BA4                 | 28 gennaio 2000  | W. K. Y. Yeung       |
| 71462 -             | 2000 BP4                 | 21 gennaio 2000  | LINEAR               |
| 71463 -             | 2000 BQ4                 | 21 gennaio 2000  | LINEAR               |
| 71464 -             | 2000 BB7                 | 27 gennaio 2000  | LINEAR               |
| 71465 -             | 2000 BX7                 | 29 gennaio 2000  | LINEAR               |
| 71466 -             | 2000 BB10                | 26 gennaio 2000  | Spacewatch           |
| 71467 -             | 2000 BE13                | 28 gennaio 2000  | Spacewatch           |
| 71468 -             | 2000 BY13                | 24 gennaio 2000  | W. K. Y. Yeung       |
| 71469 -             | 2000 BQ14                | 28 gennaio 2000  | T. Kobayashi         |
| 71470 -             | 2000 BV14                | 31 gennaio 2000  | T. Kobayashi         |
| 71471 -             | 2000 BN15                | 27 gennaio 2000  | LINEAR               |
| 71472 -             | 2000 BO15                | 27 gennaio 2000  | LINEAR               |
| 71473 -             | 2000 BG16                | 30 gennaio 2000  | LINEAR               |
| 71474 -             | 2000 BY16                | 30 gennaio 2000  | LINEAR               |
| 71475 -             | 2000 BF17                | 30 gennaio 2000  | LINEAR               |
| 71476 -             | 2000 BG17                | 30 gennaio 2000  | LINEAR               |
| 71477 -             | 2000 BD24                | 29 gennaio 2000  | LINEAR               |
| 71478 -             | 2000 BN24                | 29 gennaio 2000  | LINEAR               |
| 71479 -             | 2000 BL26                | 30 gennaio 2000  | LINEAR               |
| 71480 Roberthatt    | 2000 BZ28                | 30 gennaio 2000  | CSS                  |
| 71481 -             | 2000 BY29                | 30 gennaio 2000  | LINEAR               |
| 71482 Jennamarie    | 2000 BO30                | 28 gennaio 2000  | Spacewatch           |
| 71483 Dickgottfried | 2000 BU33                | 30 gennaio 2000  | CSS                  |
| 71484 -             | 2000 BE34                | 30 gennaio 2000  | Spacewatch           |
| 71485 Brettman      | 2000 BM34                | 30 gennaio 2000  | CSS                  |
| 71486 -             | 2000 BE38                | 28 gennaio 2000  | Spacewatch           |
| 71487 -             | 2000 BE46                | 28 gennaio 2000  | Spacewatch           |
| 71488 -             | 2000 BR49                | 21 gennaio 2000  | LINEAR               |
| 71489 Dynamocamp    | 2000 CT1                 | 4 febbraio 2000  | L. Tesi, M. Tombelli |
| 71490 -             | 2000 CY7                 | 2 febbraio 2000  | LINEAR               |
| 71491 -             | 2000 CO10                | 2 febbraio 2000  | LINEAR               |
| 71492 -             | 2000 CQ12                | 2 febbraio 2000  | LINEAR               |
| 71493 -             | 2000 CF13                | 2 febbraio 2000  | LINEAR               |
| 71494 -             | 2000 CH14                | 2 febbraio 2000  | LINEAR               |
| 71495 -             | 2000 CL14                | 2 febbraio 2000  | LINEAR               |
| 71496 -             | 2000 CB18                | 2 febbraio 2000  | LINEAR               |
| 71497 -             | 2000 CL18                | 2 febbraio 2000  | LINEAR               |
| 71498 -             | 2000 CH20                | 2 febbraio 2000  | LINEAR               |
| 71499 -             | 2000 CV20                | 2 febbraio 2000  | LINEAR               |
| 71500 -             | 2000 CM23                | 2 febbraio 2000  | LINEAR               |

## 71501-71600
| Nome                   | Designazione provvisoria | Data di scoperta | Scopritore            |
| ---------------------- | ------------------------ | ---------------- | --------------------- |
| 71501 -                | 2000 CQ23                | 2 febbraio 2000  | LINEAR                |
| 71502 -                | 2000 CT25                | 2 febbraio 2000  | LINEAR                |
| 71503 -                | 2000 CR26                | 2 febbraio 2000  | LINEAR                |
| 71504 -                | 2000 CT28                | 2 febbraio 2000  | LINEAR                |
| 71505 -                | 2000 CD30                | 2 febbraio 2000  | LINEAR                |
| 71506 -                | 2000 CS30                | 2 febbraio 2000  | LINEAR                |
| 71507 -                | 2000 CP34                | 4 febbraio 2000  | P. Kušnirák           |
| 71508 -                | 2000 CL35                | 2 febbraio 2000  | LINEAR                |
| 71509 -                | 2000 CT37                | 3 febbraio 2000  | LINEAR                |
| 71510 -                | 2000 CW49                | 2 febbraio 2000  | LINEAR                |
| 71511 -                | 2000 CF51                | 2 febbraio 2000  | LINEAR                |
| 71512 -                | 2000 CL51                | 2 febbraio 2000  | LINEAR                |
| 71513 -                | 2000 CD55                | 3 febbraio 2000  | LINEAR                |
| 71514 -                | 2000 CG55                | 3 febbraio 2000  | LINEAR                |
| 71515 -                | 2000 CL55                | 4 febbraio 2000  | LINEAR                |
| 71516 -                | 2000 CT56                | 4 febbraio 2000  | LINEAR                |
| 71517 -                | 2000 CO59                | 2 febbraio 2000  | LINEAR                |
| 71518 -                | 2000 CP62                | 2 febbraio 2000  | LINEAR                |
| 71519 -                | 2000 CB63                | 2 febbraio 2000  | LINEAR                |
| 71520 -                | 2000 CE69                | 1 febbraio 2000  | Spacewatch            |
| 71521 -                | 2000 CT70                | 7 febbraio 2000  | LINEAR                |
| 71522 -                | 2000 CV72                | 2 febbraio 2000  | LINEAR                |
| 71523 -                | 2000 CO76                | 10 febbraio 2000 | K. Korlević           |
| 71524 -                | 2000 CM78                | 7 febbraio 2000  | Spacewatch            |
| 71525 -                | 2000 CL79                | 8 febbraio 2000  | Spacewatch            |
| 71526 -                | 2000 CO81                | 4 febbraio 2000  | LINEAR                |
| 71527 -                | 2000 CD82                | 4 febbraio 2000  | LINEAR                |
| 71528 -                | 2000 CY84                | 4 febbraio 2000  | LINEAR                |
| 71529 -                | 2000 CZ84                | 4 febbraio 2000  | LINEAR                |
| 71530 -                | 2000 CQ87                | 4 febbraio 2000  | LINEAR                |
| 71531 -                | 2000 CL89                | 4 febbraio 2000  | LINEAR                |
| 71532 -                | 2000 CB91                | 6 febbraio 2000  | LINEAR                |
| 71533 -                | 2000 CL91                | 6 febbraio 2000  | LINEAR                |
| 71534 -                | 2000 CU92                | 6 febbraio 2000  | LINEAR                |
| 71535 -                | 2000 CY93                | 8 febbraio 2000  | LINEAR                |
| 71536 -                | 2000 CF94                | 8 febbraio 2000  | LINEAR                |
| 71537 -                | 2000 CE99                | 8 febbraio 2000  | Spacewatch            |
| 71538 Robertfried      | 2000 CB107               | 5 febbraio 2000  | CSS                   |
| 71539 VanZandt         | 2000 CG112               | 7 febbraio 2000  | CSS                   |
| 71540 -                | 2000 CN113               | 10 febbraio 2000 | Spacewatch            |
| 71541 -                | 2000 CK115               | 3 febbraio 2000  | LINEAR                |
| 71542 -                | 2000 CR116               | 3 febbraio 2000  | LINEAR                |
| 71543 -                | 2000 CM120               | 2 febbraio 2000  | LINEAR                |
| 71544 -                | 2000 CD123               | 3 febbraio 2000  | LINEAR                |
| 71545 -                | 2000 CK124               | 3 febbraio 2000  | LINEAR                |
| 71546 -                | 2000 DK2                 | 24 febbraio 2000 | K. Korlević, M. Jurić |
| 71547 -                | 2000 DB3                 | 27 febbraio 2000 | T. Kobayashi          |
| 71548 -                | 2000 DY3                 | 28 febbraio 2000 | LINEAR                |
| 71549 -                | 2000 DF6                 | 28 febbraio 2000 | LINEAR                |
| 71550 -                | 2000 DG6                 | 28 febbraio 2000 | LINEAR                |
| 71551 -                | 2000 DW6                 | 27 febbraio 2000 | F. B. Zoltowski       |
| 71552 -                | 2000 DR7                 | 28 febbraio 2000 | Spacewatch            |
| 71553 -                | 2000 DD8                 | 28 febbraio 2000 | Spacewatch            |
| 71554 -                | 2000 DV11                | 27 febbraio 2000 | Spacewatch            |
| 71555 Manuecharpentier | 2000 DY15                | 27 febbraio 2000 | CSS                   |
| 71556 Page             | 2000 DW17                | 27 febbraio 2000 | D. S. Dixon           |
| 71557 -                | 2000 DZ19                | 29 febbraio 2000 | LINEAR                |
| 71558 -                | 2000 DH21                | 29 febbraio 2000 | LINEAR                |
| 71559 -                | 2000 DU22                | 29 febbraio 2000 | LINEAR                |
| 71560 -                | 2000 DU23                | 29 febbraio 2000 | LINEAR                |
| 71561 -                | 2000 DU25                | 29 febbraio 2000 | LINEAR                |
| 71562 -                | 2000 DV25                | 29 febbraio 2000 | LINEAR                |
| 71563 -                | 2000 DT26                | 29 febbraio 2000 | LINEAR                |
| 71564 -                | 2000 DG28                | 29 febbraio 2000 | LINEAR                |
| 71565 -                | 2000 DB29                | 29 febbraio 2000 | LINEAR                |
| 71566 -                | 2000 DU34                | 29 febbraio 2000 | LINEAR                |
| 71567 -                | 2000 DV34                | 29 febbraio 2000 | LINEAR                |
| 71568 -                | 2000 DS39                | 29 febbraio 2000 | LINEAR                |
| 71569 -                | 2000 DG40                | 29 febbraio 2000 | LINEAR                |
| 71570 -                | 2000 DR40                | 29 febbraio 2000 | LINEAR                |
| 71571 -                | 2000 DM42                | 29 febbraio 2000 | LINEAR                |
| 71572 -                | 2000 DW42                | 29 febbraio 2000 | LINEAR                |
| 71573 -                | 2000 DO43                | 29 febbraio 2000 | LINEAR                |
| 71574 -                | 2000 DJ49                | 29 febbraio 2000 | LINEAR                |
| 71575 -                | 2000 DC50                | 29 febbraio 2000 | LINEAR                |
| 71576 -                | 2000 DH53                | 29 febbraio 2000 | LINEAR                |
| 71577 -                | 2000 DU55                | 29 febbraio 2000 | LINEAR                |
| 71578 -                | 2000 DO57                | 29 febbraio 2000 | LINEAR                |
| 71579 -                | 2000 DO58                | 29 febbraio 2000 | LINEAR                |
| 71580 -                | 2000 DH59                | 29 febbraio 2000 | LINEAR                |
| 71581 -                | 2000 DG60                | 29 febbraio 2000 | LINEAR                |
| 71582 -                | 2000 DD61                | 29 febbraio 2000 | LINEAR                |
| 71583 -                | 2000 DW61                | 29 febbraio 2000 | LINEAR                |
| 71584 -                | 2000 DD62                | 29 febbraio 2000 | LINEAR                |
| 71585 -                | 2000 DS64                | 29 febbraio 2000 | LINEAR                |
| 71586 -                | 2000 DV66                | 29 febbraio 2000 | LINEAR                |
| 71587 -                | 2000 DX66                | 29 febbraio 2000 | LINEAR                |
| 71588 -                | 2000 DK68                | 29 febbraio 2000 | LINEAR                |
| 71589 -                | 2000 DF69                | 29 febbraio 2000 | LINEAR                |
| 71590 -                | 2000 DN71                | 29 febbraio 2000 | LINEAR                |
| 71591 -                | 2000 DP71                | 29 febbraio 2000 | LINEAR                |
| 71592 -                | 2000 DM76                | 29 febbraio 2000 | LINEAR                |
| 71593 -                | 2000 DP77                | 29 febbraio 2000 | LINEAR                |
| 71594 -                | 2000 DT77                | 29 febbraio 2000 | LINEAR                |
| 71595 -                | 2000 DW77                | 29 febbraio 2000 | LINEAR                |
| 71596 -                | 2000 DG80                | 28 febbraio 2000 | LINEAR                |
| 71597 -                | 2000 DD83                | 28 febbraio 2000 | LINEAR                |
| 71598 -                | 2000 DG84                | 28 febbraio 2000 | LINEAR                |
| 71599 -                | 2000 DP84                | 29 febbraio 2000 | LINEAR                |
| 71600 -                | 2000 DK87                | 29 febbraio 2000 | LINEAR                |

## 71601-71700
| Nome               | Designazione provvisoria | Data di scoperta | Scopritore   |
| ------------------ | ------------------------ | ---------------- | ------------ |
| 71601 -            | 2000 DJ93                | 28 febbraio 2000 | LINEAR       |
| 71602 -            | 2000 DO95                | 28 febbraio 2000 | LINEAR       |
| 71603 -            | 2000 DU98                | 29 febbraio 2000 | LINEAR       |
| 71604 -            | 2000 DZ99                | 29 febbraio 2000 | LINEAR       |
| 71605 -            | 2000 DJ101               | 29 febbraio 2000 | LINEAR       |
| 71606 -            | 2000 DY101               | 29 febbraio 2000 | LINEAR       |
| 71607 -            | 2000 DO102               | 29 febbraio 2000 | LINEAR       |
| 71608 -            | 2000 DN105               | 29 febbraio 2000 | LINEAR       |
| 71609 -            | 2000 DH106               | 29 febbraio 2000 | LINEAR       |
| 71610 -            | 2000 DT107               | 28 febbraio 2000 | LINEAR       |
| 71611 -            | 2000 EA7                 | 2 marzo 2000     | Spacewatch   |
| 71612 -            | 2000 EH12                | 4 marzo 2000     | LINEAR       |
| 71613 -            | 2000 ET12                | 4 marzo 2000     | LINEAR       |
| 71614 -            | 2000 EF18                | 4 marzo 2000     | LINEAR       |
| 71615 Ramakers     | 2000 EM20                | 3 marzo 2000     | CSS          |
| 71616 -            | 2000 EG28                | 4 marzo 2000     | LINEAR       |
| 71617 -            | 2000 EM28                | 4 marzo 2000     | LINEAR       |
| 71618 -            | 2000 EO28                | 4 marzo 2000     | LINEAR       |
| 71619 -            | 2000 ES35                | 8 marzo 2000     | LINEAR       |
| 71620 -            | 2000 EE40                | 8 marzo 2000     | LINEAR       |
| 71621 -            | 2000 EC47                | 9 marzo 2000     | LINEAR       |
| 71622 -            | 2000 EZ47                | 9 marzo 2000     | LINEAR       |
| 71623 -            | 2000 ET53                | 9 marzo 2000     | Spacewatch   |
| 71624 -            | 2000 EK57                | 8 marzo 2000     | LINEAR       |
| 71625 -            | 2000 EM63                | 10 marzo 2000    | LINEAR       |
| 71626 -            | 2000 ER66                | 10 marzo 2000    | LINEAR       |
| 71627 -            | 2000 EY66                | 10 marzo 2000    | LINEAR       |
| 71628 -            | 2000 EJ69                | 10 marzo 2000    | LINEAR       |
| 71629 -            | 2000 EH70                | 10 marzo 2000    | LINEAR       |
| 71630 -            | 2000 EN75                | 6 marzo 2000     | J. Broughton |
| 71631 -            | 2000 EX75                | 5 marzo 2000     | LINEAR       |
| 71632 -            | 2000 ER76                | 5 marzo 2000     | LINEAR       |
| 71633 -            | 2000 EK77                | 5 marzo 2000     | LINEAR       |
| 71634 -            | 2000 EK80                | 5 marzo 2000     | LINEAR       |
| 71635 -            | 2000 EA83                | 5 marzo 2000     | LINEAR       |
| 71636 -            | 2000 EF83                | 5 marzo 2000     | LINEAR       |
| 71637 -            | 2000 ER83                | 5 marzo 2000     | LINEAR       |
| 71638 -            | 2000 EL90                | 9 marzo 2000     | LINEAR       |
| 71639 -            | 2000 EC92                | 9 marzo 2000     | LINEAR       |
| 71640 -            | 2000 EF94                | 9 marzo 2000     | LINEAR       |
| 71641 -            | 2000 ER96                | 12 marzo 2000    | LINEAR       |
| 71642 -            | 2000 EG103               | 11 marzo 2000    | LINEAR       |
| 71643 -            | 2000 EJ103               | 12 marzo 2000    | LINEAR       |
| 71644 -            | 2000 EF105               | 11 marzo 2000    | LONEOS       |
| 71645 -            | 2000 EX109               | 8 marzo 2000     | NEAT         |
| 71646 -            | 2000 EO110               | 8 marzo 2000     | NEAT         |
| 71647 -            | 2000 EW110               | 8 marzo 2000     | NEAT         |
| 71648 -            | 2000 EC112               | 9 marzo 2000     | LINEAR       |
| 71649 -            | 2000 EL112               | 9 marzo 2000     | LINEAR       |
| 71650 -            | 2000 ER113               | 9 marzo 2000     | Spacewatch   |
| 71651 -            | 2000 EC118               | 11 marzo 2000    | LONEOS       |
| 71652 -            | 2000 EH118               | 11 marzo 2000    | LONEOS       |
| 71653 -            | 2000 EQ118               | 11 marzo 2000    | LONEOS       |
| 71654 -            | 2000 EY119               | 11 marzo 2000    | LONEOS       |
| 71655 -            | 2000 EF121               | 11 marzo 2000    | LONEOS       |
| 71656 -            | 2000 ET121               | 11 marzo 2000    | CSS          |
| 71657 -            | 2000 EP122               | 11 marzo 2000    | LONEOS       |
| 71658 -            | 2000 EQ122               | 11 marzo 2000    | LONEOS       |
| 71659 -            | 2000 EC128               | 11 marzo 2000    | LONEOS       |
| 71660 -            | 2000 EJ130               | 11 marzo 2000    | LONEOS       |
| 71661 -            | 2000 EP130               | 11 marzo 2000    | LONEOS       |
| 71662 -            | 2000 EV132               | 11 marzo 2000    | LINEAR       |
| 71663 -            | 2000 EY138               | 11 marzo 2000    | CSS          |
| 71664 -            | 2000 EE139               | 11 marzo 2000    | CSS          |
| 71665 -            | 2000 EB143               | 3 marzo 2000     | CSS          |
| 71666 -            | 2000 EK148               | 4 marzo 2000     | CSS          |
| 71667 -            | 2000 EP150               | 5 marzo 2000     | NEAT         |
| 71668 -            | 2000 EA152               | 6 marzo 2000     | NEAT         |
| 71669 Dodsonprince | 2000 EH157               | 11 marzo 2000    | CSS          |
| 71670 -            | 2000 EP157               | 12 marzo 2000    | LONEOS       |
| 71671 -            | 2000 EM166               | 4 marzo 2000     | LINEAR       |
| 71672 -            | 2000 ER166               | 4 marzo 2000     | LINEAR       |
| 71673 -            | 2000 EZ166               | 4 marzo 2000     | LINEAR       |
| 71674 -            | 2000 EJ167               | 4 marzo 2000     | LINEAR       |
| 71675 -            | 2000 ER167               | 4 marzo 2000     | LINEAR       |
| 71676 -            | 2000 EM168               | 4 marzo 2000     | LINEAR       |
| 71677 -            | 2000 EJ171               | 5 marzo 2000     | LINEAR       |
| 71678 -            | 2000 ET172               | 1 marzo 2000     | Spacewatch   |
| 71679 -            | 2000 EY181               | 4 marzo 2000     | LINEAR       |
| 71680 -            | 2000 EJ201               | 15 marzo 2000    | LINEAR       |
| 71681 -            | 2000 FZ1                 | 25 marzo 2000    | Spacewatch   |
| 71682 -            | 2000 FU11                | 28 marzo 2000    | LINEAR       |
| 71683 -            | 2000 FE12                | 28 marzo 2000    | LINEAR       |
| 71684 -            | 2000 FY15                | 28 marzo 2000    | LINEAR       |
| 71685 -            | 2000 FX21                | 29 marzo 2000    | LINEAR       |
| 71686 -            | 2000 FU30                | 27 marzo 2000    | LONEOS       |
| 71687 -            | 2000 FY31                | 29 marzo 2000    | LINEAR       |
| 71688 -            | 2000 FX32                | 29 marzo 2000    | LINEAR       |
| 71689 -            | 2000 FD34                | 29 marzo 2000    | LINEAR       |
| 71690 -            | 2000 FO35                | 29 marzo 2000    | LINEAR       |
| 71691 -            | 2000 FH37                | 29 marzo 2000    | LINEAR       |
| 71692 -            | 2000 FB43                | 28 marzo 2000    | LINEAR       |
| 71693 -            | 2000 FK43                | 29 marzo 2000    | LINEAR       |
| 71694 -            | 2000 FN44                | 29 marzo 2000    | LINEAR       |
| 71695 -            | 2000 FO44                | 29 marzo 2000    | LINEAR       |
| 71696 -            | 2000 FE48                | 29 marzo 2000    | LINEAR       |
| 71697 -            | 2000 FO55                | 29 marzo 2000    | LINEAR       |
| 71698 -            | 2000 FW55                | 27 marzo 2000    | LONEOS       |
| 71699 -            | 2000 GU17                | 5 aprile 2000    | LINEAR       |
| 71700 -            | 2000 GO19                | 5 aprile 2000    | LINEAR       |

## 71701-71800
| Nome          | Designazione provvisoria | Data di scoperta  | Scopritore             |
| ------------- | ------------------------ | ----------------- | ---------------------- |
| 71701 -       | 2000 GR19                | 5 aprile 2000     | LINEAR                 |
| 71702 -       | 2000 GT19                | 5 aprile 2000     | LINEAR                 |
| 71703 -       | 2000 GW22                | 5 aprile 2000     | LINEAR                 |
| 71704 -       | 2000 GL34                | 5 aprile 2000     | LINEAR                 |
| 71705 -       | 2000 GV34                | 5 aprile 2000     | LINEAR                 |
| 71706 -       | 2000 GY38                | 5 aprile 2000     | LINEAR                 |
| 71707 -       | 2000 GZ56                | 5 aprile 2000     | LINEAR                 |
| 71708 -       | 2000 GT77                | 5 aprile 2000     | LINEAR                 |
| 71709 -       | 2000 GX80                | 6 aprile 2000     | LINEAR                 |
| 71710 -       | 2000 GG83                | 2 aprile 2000     | LINEAR                 |
| 71711 -       | 2000 GU83                | 3 aprile 2000     | LINEAR                 |
| 71712 -       | 2000 GK95                | 6 aprile 2000     | LINEAR                 |
| 71713 -       | 2000 GN98                | 7 aprile 2000     | LINEAR                 |
| 71714 -       | 2000 GZ100               | 7 aprile 2000     | LINEAR                 |
| 71715 -       | 2000 GE108               | 7 aprile 2000     | LINEAR                 |
| 71716 -       | 2000 GX112               | 5 aprile 2000     | LINEAR                 |
| 71717 -       | 2000 GP115               | 8 aprile 2000     | LINEAR                 |
| 71718 -       | 2000 GV124               | 7 aprile 2000     | LINEAR                 |
| 71719 -       | 2000 GT137               | 4 aprile 2000     | LONEOS                 |
| 71720 -       | 2000 GK167               | 4 aprile 2000     | LONEOS                 |
| 71721 -       | 2000 GL167               | 4 aprile 2000     | LONEOS                 |
| 71722 -       | 2000 GB169               | 4 aprile 2000     | LINEAR                 |
| 71723 -       | 2000 GS171               | 2 aprile 2000     | LONEOS                 |
| 71724 -       | 2000 GB186               | 4 aprile 2000     | LONEOS                 |
| 71725 -       | 2000 HN9                 | 27 aprile 2000    | LINEAR                 |
| 71726 -       | 2000 HQ24                | 24 aprile 2000    | LONEOS                 |
| 71727 -       | 2000 HB25                | 24 aprile 2000    | LONEOS                 |
| 71728 -       | 2000 HE64                | 26 aprile 2000    | LONEOS                 |
| 71729 -       | 2000 HQ91                | 30 aprile 2000    | LONEOS                 |
| 71730 -       | 2000 JY3                 | 4 maggio 2000     | LINEAR                 |
| 71731 -       | 2000 JO35                | 7 maggio 2000     | LINEAR                 |
| 71732 -       | 2000 JU37                | 7 maggio 2000     | LINEAR                 |
| 71733 -       | 2000 JQ47                | 9 maggio 2000     | LINEAR                 |
| 71734 -       | 2000 LX9                 | 4 giugno 2000     | LINEAR                 |
| 71735 -       | 2000 MJ1                 | 25 giugno 2000    | LINEAR                 |
| 71736 -       | 2000 OB54                | 29 luglio 2000    | LONEOS                 |
| 71737 -       | 2000 PV6                 | 4 agosto 2000     | LINEAR                 |
| 71738 -       | 2000 PW18                | 1 agosto 2000     | LINEAR                 |
| 71739 -       | 2000 QG25                | 24 agosto 2000    | LINEAR                 |
| 71740 -       | 2000 QV25                | 26 agosto 2000    | LINEAR                 |
| 71741 -       | 2000 QF34                | 26 agosto 2000    | LINEAR                 |
| 71742 -       | 2000 QU35                | 24 agosto 2000    | LINEAR                 |
| 71743 -       | 2000 QO117               | 29 agosto 2000    | LINEAR                 |
| 71744 -       | 2000 QP147               | 31 agosto 2000    | LINEAR                 |
| 71745 -       | 2000 QG180               | 31 agosto 2000    | LINEAR                 |
| 71746 -       | 2000 QZ180               | 31 agosto 2000    | LINEAR                 |
| 71747 -       | 2000 QU181               | 31 agosto 2000    | LINEAR                 |
| 71748 -       | 2000 QD182               | 26 agosto 2000    | LINEAR                 |
| 71749 -       | 2000 QU194               | 25 agosto 2000    | LINEAR                 |
| 71750 -       | 2000 RV3                 | 1 settembre 2000  | LINEAR                 |
| 71751 -       | 2000 RS10                | 1 settembre 2000  | LINEAR                 |
| 71752 -       | 2000 RL11                | 1 settembre 2000  | LINEAR                 |
| 71753 -       | 2000 RB39                | 5 settembre 2000  | LINEAR                 |
| 71754 -       | 2000 RO45                | 3 settembre 2000  | LINEAR                 |
| 71755 -       | 2000 RD51                | 5 settembre 2000  | LINEAR                 |
| 71756 -       | 2000 RQ51                | 5 settembre 2000  | LINEAR                 |
| 71757 -       | 2000 RA53                | 4 settembre 2000  | LINEAR                 |
| 71758 -       | 2000 RR54                | 3 settembre 2000  | LINEAR                 |
| 71759 -       | 2000 RE61                | 1 settembre 2000  | LINEAR                 |
| 71760 -       | 2000 RQ67                | 1 settembre 2000  | LINEAR                 |
| 71761 -       | 2000 RJ100               | 5 settembre 2000  | LONEOS                 |
| 71762 -       | 2000 RZ103               | 6 settembre 2000  | LINEAR                 |
| 71763 -       | 2000 SF3                 | 20 settembre 2000 | LINEAR                 |
| 71764 -       | 2000 SG3                 | 20 settembre 2000 | LINEAR                 |
| 71765 -       | 2000 SU4                 | 20 settembre 2000 | LINEAR                 |
| 71766 -       | 2000 SD22                | 19 settembre 2000 | NEAT                   |
| 71767 -       | 2000 SM24                | 26 settembre 2000 | LINEAR                 |
| 71768 -       | 2000 SM59                | 24 settembre 2000 | LINEAR                 |
| 71769 -       | 2000 SU59                | 24 settembre 2000 | LINEAR                 |
| 71770 -       | 2000 SL75                | 24 settembre 2000 | LINEAR                 |
| 71771 -       | 2000 SR75                | 24 settembre 2000 | LINEAR                 |
| 71772 -       | 2000 SG105               | 24 settembre 2000 | LINEAR                 |
| 71773 -       | 2000 SO106               | 24 settembre 2000 | LINEAR                 |
| 71774 -       | 2000 SA121               | 24 settembre 2000 | LINEAR                 |
| 71775 -       | 2000 SB122               | 24 settembre 2000 | LINEAR                 |
| 71776 -       | 2000 SJ123               | 24 settembre 2000 | LINEAR                 |
| 71777 -       | 2000 SM128               | 24 settembre 2000 | LINEAR                 |
| 71778 -       | 2000 SP128               | 24 settembre 2000 | LINEAR                 |
| 71779 -       | 2000 SJ129               | 26 settembre 2000 | LINEAR                 |
| 71780 -       | 2000 SM145               | 24 settembre 2000 | LINEAR                 |
| 71781 -       | 2000 SZ145               | 24 settembre 2000 | LINEAR                 |
| 71782 -       | 2000 SC160               | 22 settembre 2000 | LINEAR                 |
| 71783 Izeryna | 2000 SL163               | 30 settembre 2000 | P. Pravec, P. Kušnirák |
| 71784 -       | 2000 SG171               | 24 settembre 2000 | LINEAR                 |
| 71785 -       | 2000 SY177               | 28 settembre 2000 | LINEAR                 |
| 71786 -       | 2000 SH178               | 28 settembre 2000 | LINEAR                 |
| 71787 -       | 2000 SJ180               | 28 settembre 2000 | LINEAR                 |
| 71788 -       | 2000 ST180               | 30 settembre 2000 | A. J. Cecce            |
| 71789 -       | 2000 SQ188               | 21 settembre 2000 | NEAT                   |
| 71790 -       | 2000 SB193               | 24 settembre 2000 | LINEAR                 |
| 71791 -       | 2000 SE198               | 24 settembre 2000 | LINEAR                 |
| 71792 -       | 2000 SD211               | 25 settembre 2000 | LINEAR                 |
| 71793 -       | 2000 SN227               | 27 settembre 2000 | LINEAR                 |
| 71794 -       | 2000 ST227               | 27 settembre 2000 | LINEAR                 |
| 71795 -       | 2000 SB230               | 28 settembre 2000 | LINEAR                 |
| 71796 -       | 2000 SU230               | 28 settembre 2000 | LINEAR                 |
| 71797 -       | 2000 SY239               | 28 settembre 2000 | LINEAR                 |
| 71798 -       | 2000 SD240               | 22 settembre 2000 | LINEAR                 |
| 71799 -       | 2000 SE260               | 24 settembre 2000 | LINEAR                 |
| 71800 -       | 2000 SM264               | 26 settembre 2000 | LINEAR                 |

## 71801-71900
| Nome              | Designazione provvisoria | Data di scoperta  | Scopritore            |
| ----------------- | ------------------------ | ----------------- | --------------------- |
| 71801 -           | 2000 SZ265               | 26 settembre 2000 | LINEAR                |
| 71802 -           | 2000 SO272               | 28 settembre 2000 | LINEAR                |
| 71803 -           | 2000 SF275               | 28 settembre 2000 | LINEAR                |
| 71804 -           | 2000 SC278               | 30 settembre 2000 | LINEAR                |
| 71805 -           | 2000 SG295               | 27 settembre 2000 | LINEAR                |
| 71806 -           | 2000 SF296               | 27 settembre 2000 | LINEAR                |
| 71807 -           | 2000 SF301               | 28 settembre 2000 | LINEAR                |
| 71808 -           | 2000 SX306               | 30 settembre 2000 | LINEAR                |
| 71809 -           | 2000 SX319               | 27 settembre 2000 | LINEAR                |
| 71810 -           | 2000 TJ15                | 1 ottobre 2000    | LINEAR                |
| 71811 -           | 2000 TG28                | 3 ottobre 2000    | LINEAR                |
| 71812 -           | 2000 TT67                | 2 ottobre 2000    | LINEAR                |
| 71813 -           | 2000 UZ                  | 21 ottobre 2000   | K. Korlević           |
| 71814 -           | 2000 UU2                 | 22 ottobre 2000   | W. Bickel             |
| 71815 -           | 2000 UB5                 | 24 ottobre 2000   | LINEAR                |
| 71816 -           | 2000 UY7                 | 24 ottobre 2000   | LINEAR                |
| 71817 -           | 2000 UR12                | 25 ottobre 2000   | LINEAR                |
| 71818 -           | 2000 UH19                | 21 ottobre 2000   | LINEAR                |
| 71819 -           | 2000 UJ19                | 24 ottobre 2000   | LINEAR                |
| 71820 -           | 2000 UF24                | 24 ottobre 2000   | LINEAR                |
| 71821 -           | 2000 UR34                | 24 ottobre 2000   | LINEAR                |
| 71822 -           | 2000 UZ35                | 24 ottobre 2000   | LINEAR                |
| 71823 -           | 2000 UG36                | 24 ottobre 2000   | LINEAR                |
| 71824 -           | 2000 UA41                | 24 ottobre 2000   | LINEAR                |
| 71825 -           | 2000 UW41                | 24 ottobre 2000   | LINEAR                |
| 71826 -           | 2000 UX43                | 24 ottobre 2000   | LINEAR                |
| 71827 -           | 2000 UD46                | 24 ottobre 2000   | LINEAR                |
| 71828 -           | 2000 UE53                | 24 ottobre 2000   | LINEAR                |
| 71829 -           | 2000 UK53                | 24 ottobre 2000   | LINEAR                |
| 71830 -           | 2000 UL56                | 24 ottobre 2000   | LINEAR                |
| 71831 -           | 2000 UN56                | 24 ottobre 2000   | LINEAR                |
| 71832 -           | 2000 UQ63                | 25 ottobre 2000   | LINEAR                |
| 71833 -           | 2000 UJ65                | 25 ottobre 2000   | LINEAR                |
| 71834 -           | 2000 UL65                | 25 ottobre 2000   | LINEAR                |
| 71835 -           | 2000 UJ69                | 25 ottobre 2000   | LINEAR                |
| 71836 -           | 2000 UO69                | 25 ottobre 2000   | LINEAR                |
| 71837 -           | 2000 US69                | 25 ottobre 2000   | LINEAR                |
| 71838 -           | 2000 UK70                | 25 ottobre 2000   | LINEAR                |
| 71839 -           | 2000 UW70                | 25 ottobre 2000   | LINEAR                |
| 71840 -           | 2000 US74                | 30 ottobre 2000   | LINEAR                |
| 71841 -           | 2000 UY77                | 24 ottobre 2000   | LINEAR                |
| 71842 -           | 2000 UG80                | 24 ottobre 2000   | LINEAR                |
| 71843 -           | 2000 UL80                | 24 ottobre 2000   | LINEAR                |
| 71844 -           | 2000 UB81                | 24 ottobre 2000   | LINEAR                |
| 71845 -           | 2000 UN93                | 25 ottobre 2000   | LINEAR                |
| 71846 -           | 2000 UM96                | 25 ottobre 2000   | LINEAR                |
| 71847 -           | 2000 UU97                | 25 ottobre 2000   | LINEAR                |
| 71848 -           | 2000 UJ100               | 25 ottobre 2000   | LINEAR                |
| 71849 -           | 2000 UB102               | 25 ottobre 2000   | LINEAR                |
| 71850 -           | 2000 UJ103               | 25 ottobre 2000   | LINEAR                |
| 71851 -           | 2000 UN104               | 25 ottobre 2000   | LINEAR                |
| 71852 -           | 2000 UU105               | 29 ottobre 2000   | LINEAR                |
| 71853 -           | 2000 UE109               | 31 ottobre 2000   | LINEAR                |
| 71854 -           | 2000 UF109               | 31 ottobre 2000   | LINEAR                |
| 71855 Incamajorca | 2000 UF110               | 31 ottobre 2000   | S. Sánchez, M. Blasco |
| 71856 -           | 2000 VV4                 | 1 novembre 2000   | LINEAR                |
| 71857 -           | 2000 VY10                | 1 novembre 2000   | LINEAR                |
| 71858 -           | 2000 VM12                | 1 novembre 2000   | LINEAR                |
| 71859 -           | 2000 VR14                | 1 novembre 2000   | LINEAR                |
| 71860 -           | 2000 VD18                | 1 novembre 2000   | LINEAR                |
| 71861 -           | 2000 VP18                | 1 novembre 2000   | LINEAR                |
| 71862 -           | 2000 VO23                | 1 novembre 2000   | LINEAR                |
| 71863 -           | 2000 VE26                | 1 novembre 2000   | LINEAR                |
| 71864 -           | 2000 VV26                | 1 novembre 2000   | LINEAR                |
| 71865 -           | 2000 VE27                | 1 novembre 2000   | LINEAR                |
| 71866 -           | 2000 VN27                | 1 novembre 2000   | LINEAR                |
| 71867 -           | 2000 VX28                | 1 novembre 2000   | LINEAR                |
| 71868 -           | 2000 VX30                | 1 novembre 2000   | LINEAR                |
| 71869 -           | 2000 VF32                | 1 novembre 2000   | LINEAR                |
| 71870 -           | 2000 VZ32                | 1 novembre 2000   | LINEAR                |
| 71871 -           | 2000 VD37                | 1 novembre 2000   | LINEAR                |
| 71872 -           | 2000 VB42                | 1 novembre 2000   | LINEAR                |
| 71873 -           | 2000 VV46                | 3 novembre 2000   | LINEAR                |
| 71874 -           | 2000 VM47                | 3 novembre 2000   | LINEAR                |
| 71875 -           | 2000 VT48                | 2 novembre 2000   | LINEAR                |
| 71876 -           | 2000 VK49                | 2 novembre 2000   | LINEAR                |
| 71877 -           | 2000 VT49                | 2 novembre 2000   | LINEAR                |
| 71878 -           | 2000 VA50                | 2 novembre 2000   | LINEAR                |
| 71879 -           | 2000 VS50                | 2 novembre 2000   | LINEAR                |
| 71880 -           | 2000 VR51                | 3 novembre 2000   | LINEAR                |
| 71881 -           | 2000 VG52                | 3 novembre 2000   | LINEAR                |
| 71882 -           | 2000 VR53                | 3 novembre 2000   | LINEAR                |
| 71883 -           | 2000 VO56                | 3 novembre 2000   | LINEAR                |
| 71884 -           | 2000 VK59                | 6 novembre 2000   | LINEAR                |
| 71885 Denning     | 2000 WD                  | 16 novembre 2000  | Spacewatch            |
| 71886 -           | 2000 WH                  | 16 novembre 2000  | Spacewatch            |
| 71887 -           | 2000 WW                  | 17 novembre 2000  | W. K. Y. Yeung        |
| 71888 -           | 2000 WN5                 | 19 novembre 2000  | LINEAR                |
| 71889 -           | 2000 WT5                 | 19 novembre 2000  | LINEAR                |
| 71890 -           | 2000 WK6                 | 20 novembre 2000  | Farpoint              |
| 71891 -           | 2000 WV6                 | 19 novembre 2000  | LINEAR                |
| 71892 -           | 2000 WY6                 | 19 novembre 2000  | LINEAR                |
| 71893 -           | 2000 WM7                 | 20 novembre 2000  | LINEAR                |
| 71894 -           | 2000 WS9                 | 20 novembre 2000  | W. K. Y. Yeung        |
| 71895 -           | 2000 WM11                | 23 novembre 2000  | W. K. Y. Yeung        |
| 71896 -           | 2000 WN11                | 22 novembre 2000  | Spacewatch            |
| 71897 -           | 2000 WQ14                | 20 novembre 2000  | LINEAR                |
| 71898 -           | 2000 WU14                | 20 novembre 2000  | LINEAR                |
| 71899 -           | 2000 WA16                | 21 novembre 2000  | LINEAR                |
| 71900 -           | 2000 WU18                | 21 novembre 2000  | LINEAR                |

## 71901-72000
| Nome               | Designazione provvisoria | Data di scoperta | Scopritore     |
| ------------------ | ------------------------ | ---------------- | -------------- |
| 71901 -            | 2000 WS23                | 20 novembre 2000 | LINEAR         |
| 71902 -            | 2000 WB25                | 20 novembre 2000 | LINEAR         |
| 71903 -            | 2000 WO25                | 21 novembre 2000 | LINEAR         |
| 71904 -            | 2000 WB27                | 26 novembre 2000 | W. K. Y. Yeung |
| 71905 -            | 2000 WF27                | 26 novembre 2000 | W. K. Y. Yeung |
| 71906 -            | 2000 WP30                | 20 novembre 2000 | LINEAR         |
| 71907 -            | 2000 WN32                | 20 novembre 2000 | LINEAR         |
| 71908 -            | 2000 WC37                | 20 novembre 2000 | LINEAR         |
| 71909 -            | 2000 WV39                | 20 novembre 2000 | LINEAR         |
| 71910 -            | 2000 WJ41                | 20 novembre 2000 | LINEAR         |
| 71911 -            | 2000 WK43                | 21 novembre 2000 | LINEAR         |
| 71912 -            | 2000 WQ43                | 21 novembre 2000 | LINEAR         |
| 71913 -            | 2000 WF45                | 21 novembre 2000 | LINEAR         |
| 71914 -            | 2000 WO45                | 21 novembre 2000 | LINEAR         |
| 71915 -            | 2000 WK48                | 21 novembre 2000 | LINEAR         |
| 71916 -            | 2000 WV48                | 21 novembre 2000 | LINEAR         |
| 71917 -            | 2000 WK49                | 21 novembre 2000 | LINEAR         |
| 71918 -            | 2000 WN54                | 20 novembre 2000 | LINEAR         |
| 71919 -            | 2000 WT54                | 20 novembre 2000 | LINEAR         |
| 71920 -            | 2000 WX54                | 20 novembre 2000 | LINEAR         |
| 71921 -            | 2000 WY54                | 20 novembre 2000 | LINEAR         |
| 71922 -            | 2000 WW55                | 20 novembre 2000 | LINEAR         |
| 71923 -            | 2000 WB56                | 20 novembre 2000 | LINEAR         |
| 71924 -            | 2000 WE56                | 20 novembre 2000 | LINEAR         |
| 71925 -            | 2000 WQ56                | 21 novembre 2000 | LINEAR         |
| 71926 -            | 2000 WN59                | 21 novembre 2000 | LINEAR         |
| 71927 -            | 2000 WQ59                | 21 novembre 2000 | LINEAR         |
| 71928 -            | 2000 WB61                | 21 novembre 2000 | LINEAR         |
| 71929 -            | 2000 WD61                | 21 novembre 2000 | LINEAR         |
| 71930 -            | 2000 WM61                | 21 novembre 2000 | LINEAR         |
| 71931 -            | 2000 WN61                | 21 novembre 2000 | LINEAR         |
| 71932 -            | 2000 WO61                | 21 novembre 2000 | LINEAR         |
| 71933 -            | 2000 WW61                | 21 novembre 2000 | LINEAR         |
| 71934 -            | 2000 WA63                | 26 novembre 2000 | W. K. Y. Yeung |
| 71935 -            | 2000 WF63                | 28 novembre 2000 | NEAT           |
| 71936 -            | 2000 WW67                | 20 novembre 2000 | LONEOS         |
| 71937 -            | 2000 WT70                | 19 novembre 2000 | LINEAR         |
| 71938 -            | 2000 WO73                | 20 novembre 2000 | LINEAR         |
| 71939 -            | 2000 WZ74                | 20 novembre 2000 | LINEAR         |
| 71940 -            | 2000 WC78                | 20 novembre 2000 | LINEAR         |
| 71941 -            | 2000 WS80                | 20 novembre 2000 | LINEAR         |
| 71942 -            | 2000 WU82                | 20 novembre 2000 | LINEAR         |
| 71943 -            | 2000 WQ85                | 20 novembre 2000 | LINEAR         |
| 71944 -            | 2000 WB87                | 20 novembre 2000 | LINEAR         |
| 71945 -            | 2000 WG87                | 20 novembre 2000 | LINEAR         |
| 71946 -            | 2000 WS87                | 20 novembre 2000 | LINEAR         |
| 71947 -            | 2000 WW87                | 20 novembre 2000 | LINEAR         |
| 71948 -            | 2000 WR88                | 20 novembre 2000 | LINEAR         |
| 71949 -            | 2000 WT91                | 21 novembre 2000 | LINEAR         |
| 71950 -            | 2000 WN98                | 21 novembre 2000 | LINEAR         |
| 71951 -            | 2000 WY99                | 21 novembre 2000 | LINEAR         |
| 71952 -            | 2000 WW100               | 21 novembre 2000 | LINEAR         |
| 71953 -            | 2000 WC101               | 21 novembre 2000 | LINEAR         |
| 71954 -            | 2000 WW104               | 24 novembre 2000 | Spacewatch     |
| 71955 -            | 2000 WD107               | 26 novembre 2000 | Needville      |
| 71956 -            | 2000 WH107               | 30 novembre 2000 | G. Hug         |
| 71957 -            | 2000 WO109               | 20 novembre 2000 | LINEAR         |
| 71958 -            | 2000 WR110               | 20 novembre 2000 | LINEAR         |
| 71959 -            | 2000 WP112               | 20 novembre 2000 | LINEAR         |
| 71960 -            | 2000 WV114               | 20 novembre 2000 | LINEAR         |
| 71961 -            | 2000 WO115               | 20 novembre 2000 | LINEAR         |
| 71962 -            | 2000 WF116               | 20 novembre 2000 | LINEAR         |
| 71963 -            | 2000 WJ116               | 20 novembre 2000 | LINEAR         |
| 71964 -            | 2000 WC117               | 20 novembre 2000 | LINEAR         |
| 71965 -            | 2000 WE118               | 20 novembre 2000 | LINEAR         |
| 71966 -            | 2000 WP118               | 20 novembre 2000 | LINEAR         |
| 71967 -            | 2000 WA120               | 20 novembre 2000 | LINEAR         |
| 71968 -            | 2000 WE120               | 20 novembre 2000 | LINEAR         |
| 71969 -            | 2000 WE123               | 29 novembre 2000 | LINEAR         |
| 71970 -            | 2000 WM123               | 29 novembre 2000 | LINEAR         |
| 71971 Lindaketcham | 2000 WK126               | 25 novembre 2000 | D. P. Pray     |
| 71972 -            | 2000 WQ126               | 16 novembre 2000 | Spacewatch     |
| 71973 -            | 2000 WZ127               | 18 novembre 2000 | Spacewatch     |
| 71974 -            | 2000 WB131               | 20 novembre 2000 | LONEOS         |
| 71975 -            | 2000 WG133               | 19 novembre 2000 | LINEAR         |
| 71976 -            | 2000 WD136               | 20 novembre 2000 | LINEAR         |
| 71977 -            | 2000 WS137               | 20 novembre 2000 | LINEAR         |
| 71978 -            | 2000 WJ143               | 20 novembre 2000 | LONEOS         |
| 71979 -            | 2000 WN143               | 20 novembre 2000 | LINEAR         |
| 71980 -            | 2000 WU152               | 29 novembre 2000 | LINEAR         |
| 71981 -            | 2000 WB153               | 29 novembre 2000 | LINEAR         |
| 71982 -            | 2000 WY155               | 30 novembre 2000 | LINEAR         |
| 71983 -            | 2000 WG157               | 30 novembre 2000 | LINEAR         |
| 71984 -            | 2000 WM157               | 30 novembre 2000 | LINEAR         |
| 71985 -            | 2000 WY158               | 27 novembre 2000 | LINEAR         |
| 71986 -            | 2000 WL159               | 30 novembre 2000 | LINEAR         |
| 71987 -            | 2000 WU160               | 20 novembre 2000 | LONEOS         |
| 71988 -            | 2000 WQ163               | 21 novembre 2000 | LINEAR         |
| 71989 -            | 2000 WF167               | 24 novembre 2000 | LONEOS         |
| 71990 -            | 2000 WG167               | 24 novembre 2000 | LONEOS         |
| 71991 -            | 2000 WR168               | 25 novembre 2000 | LONEOS         |
| 71992 -            | 2000 WF169               | 25 novembre 2000 | LONEOS         |
| 71993 -            | 2000 WG173               | 25 novembre 2000 | LONEOS         |
| 71994 -            | 2000 WU176               | 27 novembre 2000 | LINEAR         |
| 71995 -            | 2000 WW177               | 27 novembre 2000 | Spacewatch     |
| 71996 -            | 2000 WB178               | 28 novembre 2000 | Spacewatch     |
| 71997 -            | 2000 WD178               | 28 novembre 2000 | Spacewatch     |
| 71998 -            | 2000 WS179               | 26 novembre 2000 | LINEAR         |
| 71999 -            | 2000 WC185               | 29 novembre 2000 | LINEAR         |
| 72000 -            | 2000 WJ186               | 27 novembre 2000 | LINEAR         |